# Ձ

Ձとձ

筆記体

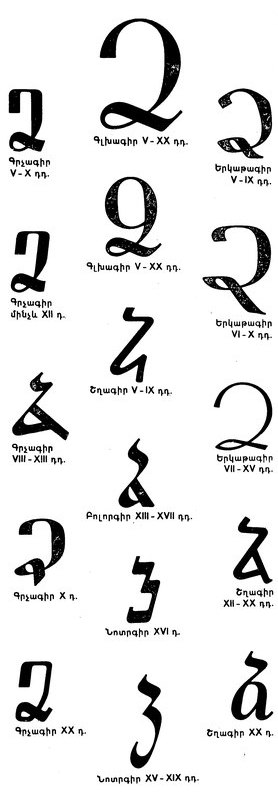
Ձとձの様々な書体

Ձ, ձ（アルメニア語: ձա、発音は東アルメニア語でdza、西アルメニア語でtsa）は、アルメニア文字の17番目の文字である。405年ごろにメスロプ・マシュトツによって作成されたと見られる。

## 使用
古典アルメニア語と東アルメニア語では有声歯茎破擦音[dz]を表す。西アルメニア語では無声有気歯茎歯擦破擦音[tsʰ]を表す。ラテン文字化する時は「J」または「Dz」と記す。記数法では80を表す。

## 書体

## 符号位置
| 文字 | Unicode | JIS X 0213 | 文字参照        | 備考 |
| ---- | ------- | ---------- | --------------- | ---- |
| Ձ    | U+0541  | -          | &#x541; &#1345; |      |
| ձ    | U+0571  | -          | &#x571; &#1393; |      |